# Partido Democrático Republicano (Portugal)
La Alternativa Democrática Nacional es un partido portugués fundado el 5 de octubre de 2014 (el aniversario de la República de Portugal y de la independencia de Portugal del Reino de León en 1143) como Partido Democrático Republicano, por el abogado y anterior decano del Colegio de Abogados de Portugal, António Marinho e Pinto, que fue elegido como diputado al Parlamento Europeo en 2014. 
En el espectro político portugués, el partido está en la derecha. Es un partido euroescéptico suave en contra de los beneficios recibidos por los eurócratas y que centra su atención en la lucha contra la corrupción y en temas relacionados con el sistema de justicia en Portugal.
En junio de 2021, se produjo el cambio de nombre a Alternativa Democrática Nacional, bajo el liderazgo de Bruno Fialho. La ADN ha ido acogiendo un discurso más conservador, difundiendo posturas contrarias a las medidas sanitarias contra la COVID-19. En 2022, mantuvo una posición contraria a las sanciones contra Rusia a raíz de su intervención en Ucrania.

## Resultados electorales
| Fecha | Votos  | %    | Diputados |
| ----- | ------ | ---- | --------- |
| 2015  | 61.632 | 1,14 | 0         |
| 2019  | 11.761 | 0,22 | 0         |
| 2022  | 10.935 | 0,20 | 0         |